# Kaspar von Hagens (General)
Kaspar von Hagens (* 22. Dezember 1800 in Altötting; † 6. Januar 1877 in München) war ein bayerischer Generalleutnant.

## Leben

### Herkunft
Kaspar entstammte der V. Linie der am 24. Mai 1772 in Wien in den Reichsadelsstand erhobenen Familie von Hagens. Er war das zweite von fünf Kindern des bayerischen Oberstleutnants Karl Theodor von Hagens (1746–1830) und dessen Ehefrau Anselmine, geborene Freiin Reichlin von Meldegg († 1822). Der bayerischer Generalleutnant Alexander von Hagens (1802–1867) war sein jüngerer Bruder.

### Militärkarriere
Hagens besuchte das Münchner Kadettenhaus und wurde anschließend am 22. Juni 1821 als Kondukteur im Ingenieurkorps der Bayerischen Armee angestellt. Unter Beförderung zum Unterleutnant erfolgte Mitte Oktober 1822 seine Versetzung in das Artillerie-Regiment. Mit der Bildung des 2. Artillerie-Regiments wurde Hagens zwei Jahre später diesem Verband zugeteilt. Nach einer kurzzeitigen Kommandierung zur Sappeur-Kompanie versetze man ihn Anfang Oktober 1825 dorthin. Er avancierte Ende August 1828 zum Oberleutnant im Ingenieurkorps und war von Mitte Februar 1833 bis Mitte September 1840 Interimskommandant der Mineur-Kompanie. Anschließend trat Hagens als Hauptmann in den Generalquartiermeisterstab über und hatte dort u. a. die Aufgabe, die Rekognoszierung des unteren Inn, der Rott und der Isen durchzuführen. Diese Arbeit mündete in den 124 Seiten umfassenden „topographischen und geschichtlichen Notizen“. Am 29. Oktober 1844 wurde er zum Adjutanten des Generalquartiermeisters von Baur ernannt und stieg in dieser Eigenschaft Ende Oktober 1845 zum Major auf. Nach Baurs Tod und neuen Organisationsmaßnahmen für die Verbesserung des Dienstes im Generalquartiermeisterstab durch den Kriegsminister Leonhard von Hohenhausen übernahm Hagens als Vorstand die Aufnahme- und Zeichnungssektion im Topographischen Büros.
Nach der Kündigung des Waffenstillstandes von Malmö durch Dänemark wurde in der Bayerischen Armee am 12. März 1849 ein Truppenkorps in Stärke einer Brigade mobil gemacht, dem Hagens als Chef des Stabes angehörte. In dieser Eigenschaft nahm er an den Kämpfen gegen die Dänen in Schleswig und Holstein teil. Für seinen dabei erwiesenen Mut und Entschlossenheit wurde er am 18. Mai 1849 belobigt. Nach einem erneuten Waffenstillstand und dem Sonderfrieden mit Dänemark kehrte Hagens Mitte August 1849 auf seinen Posten beim Generalquartiermeisterstab nach München zurück, avancierte Ende Juni 1850 zum Oberstleutnant und am 2. Juli 1850 zum Chef des Stabes des I. Armee-Korps.
Im Rahmen des Kurhessischen Verfassungskonfliktes wurde von Bayern am 15. Oktober 1850 das gesamte II. Armee-Korps mobilisiert und als „Armeekorps am Main“ zur Unterdrückung in das Kurfürstentum entsandt. Hagen wurde dabei seinem Bruder Alexander als Stabsoffizier zugeteilt, der als Chef des Generalstabes des Korps fungierte. Kurfürst Friedrich Wilhelm I. würdigte seine Leistungen am 15. Februar 1851 durch die Verleihung des Ritterkreuzes des Wilhelmsordens. Mit der Versetzung zum Infanterie-Leib-Regiment trat Hagens am 30. Juni 1851 in den Truppendienst zurück, wurde am 19. September 1851 mit der Führungen des Verband beauftragt und am 27. Februar 1853 unter Beförderung zum Oberst zum Regimentskommandanten ernannt. Daran schloss sich am 27. April 1859 seine Beförderung zum Generalmajor sowie die Ernennung zum Stadt- und Festungskommandanten von Ingolstadt an. Ab dem 1. August 1861 war er Brigadier der 7. Infanterie-Brigade. Am 24. September 1862 erhielt Hagens die Erlaubnis zur Annahme des Komturkreuzes I. Klasse des Verdienstordens Philipps des Großmütigen.
Kurz vor Beginn des Krieges gegen Preußen erfolgte am 9. Juni 1866 seine Ernennung zum ad latus beim Generalkommando Würzburg. In dieser Stellung erhielt Hagens am 14. April 1867 den Charakter als Generalleutnant und anlässlich seines 50-jährigen Dienstjubiläums am 25. Juni 1870 das Ehrenkreuz des Ludwigsordens. Er nahm am folgenden Krieg gegen Frankreich teil und für sein Wirken zeichnete ihn König Ludwig II. nach dem Vorfrieden von Versailles am 11. März 1871 mit dem Großkomturkreuz seines Militärverdienstordens aus. Am 16. Februar 1872 wurde Hagens unter „allergnädigster Anerkennung seiner langjährigen, mit Treue und Hingabe geleisteten Dienste“ mit Pension in den Ruhestand verabschiedet.

### Familie
Hagens war mit Kreszenz Schilcher verheiratet, mit der er die beiden Töchter Amalie (1831–1893) und Isabella (* 1835) hatte.